# Douglas Stuart
Douglas Stuart (Glasgow, 1976. május 31. –) skót-amerikai író és divattervező. A skóciai Glasgow-ban született, a Scottish College of Textiles-en és a londoni Királyi Művészeti Főiskolán tanult, majd 24 évesen New Yorkba költözött, ahol sikeres karriert épített fel a divattervezés terén, miközben írni is kezdett. Debütáló regénye, a Shuggie Bain – amelyet kezdetben sok kiadó elutasított az Atlanti-óceán mindkét partján – elnyerte a 2020-as Booker-díjat. Második regénye, a Young Mungo 2022 áprilisában jelent meg.

## Fiatalkora
Stuart 1976-ban született Sighthillben, a skóciai Glasgow egy lakótelepén. Három testvér közül ő volt a legfiatalabb. Apja elhagyta őt és családját, amikor Stuart fiatal volt, és egy egyedülálló anya nevelte fel, aki alkoholizmussal és függőségekkel küzdött. Édesanyja alkoholizmussal összefüggő egészségügyi problémák miatt halt meg, amikor ő 16 éves volt. Ezt követően, amikor megírta debütáló Booker-díjas regényét, a Shuggie Bain-t, a könyvet az ő küzdelmei, valamint édesanyja alkoholizmussal való küzdelmei, és az anyjával való kapcsolata ihlette. Anyjáról szólva ezt mondja: "Anyám egy napon nagyon csendesen halt meg." Anyja halála után bátyjával élt, mielőtt 17 évesen beköltözött egy panzióba.
Az 1970-es és 1980-as évek munkásosztályi életéről írva az Literary Hub-on Stuart megjegyzi, hogy könyvek nélküli házban nőtt fel és szegénység vette körül. Ez volt az az idő, amikor a Thatcher-korszak gazdaságpolitikája "megtizedelte a dolgozó embert", elvitte az ipart Skócia nyugati partjaitól, tömeges munkanélküliséget maga mögött hagyva, alkoholizmust és a kábítószerrel való visszaélést hozva.
A Scottish College of Textiles-en (jelenleg Heriot-Watt Egyetem) szerzett bachelor fokozatot, a londoni Royal College of Art-on pedig mesterdiplomát. Nem volt formális irodalmi végzettsége, és megjegyzi, hogy miközben angol irodalmat akart tanulni a főiskolán, egy tanár elvette a kedvét a tantárgy megválasztásától, aki megemlítette, hogy az „nem felelne meg bármilyen származásúnak”, így Stuart később mást tanult.

## Pályafutása
Stuart 24 évesen New Yorkba költözött, hogy divattervezői karriert kezdjen. Több mint 20 évig dolgozott számos márkának, köztük a Calvin Kleinnek, a Ralph Laurennek, a Banana Republicnak és a Jack Spade-nek. Stuart titokban elkezdte írni első regényét, miközben a Banana Republic vezető dizájnigazgatójaként a 12 órás műszakokat egyensúlyozta.
Mielőtt első regénye megjelent, művei megjelentek a The New Yorker-en és a LitHubon.
Első regénye, a Shuggie Bain elnyerte a 2020-as Booker-díjat, amelyet a Margaret Busby (elnök), Lee Child, Sameer Rahim, Lemn Sissay és Emily Wilson alkotta zsűri választott ki. Stuart lett a második skót író, aki elnyerte a Booker-díjat annak 51 éves története során.
A regény megjelenése után általában kedvező kritikákat kapott, többek között a The Observerben, a The New York Timesban, a The Scotsmanben, a TLS-benSablon:WW, a The Hinduban, és másutt. A könyvet dicséretben részesítették az 1980-as évek és az 1990-es évek eleji glasgowi posztindusztriális munkásosztály hiteles ábrázolásáért, valamint azért is, mert megragadta a „fanyar, fáradhatatlan glaswegian hangot a szellemesség, a harag és a remény minden árnyalatában”.
2020 novemberében Stuart felfedte, hogy befejezte második regényét, amelynek munkacíme Loch Awe, és szintén az 1990-es évek közepén játszódik Glasgow-ban. A könyv egy szerelmi történet két fiatal férfi között, a posztindusztriális Glasgow hátterében, annak területi bandáival és felekezeti megosztottságával. Szavai szerint a könyv a "mérgező férfiasságról" és az erőszakról szól, amely abból fakadhat, hogy a munkásosztálybeli fiúkra nehezedik a "férfiasság". A regény Young Mungo címmel jelent meg a Grove Press gondozásában 2022. április 5-én, a Picadornál pedig 2022. április 14-én. Megjelenése előtt az Oprah Daily úgy jellemezte, hogy "egy gyönyörű regény a családi szeretetről és a másság veszélyeiről egy erőszakos, hiper-férfias világban", a Kirkus Reviews pedig így zárta: "Romantikus, félelmetes, brutális, gyengéd, és végül alattomosan reménykedő. Micsoda író!"
2021-ben Stuart tiszteletbeli doktori címet kapott a Heriot-Watt Egyetemen.
2022 novemberében megerősítést nyert, hogy a Shuggie Bainből egy televíziós drámasorozatot készítenek, amelyet maga Stuart adaptált, és amelyet Skóciában forgatnak, és sugároznak a BBC One-on és az iPlayeren.
Stuartról készült a "Douglas Stuart: Love, Hope and Grit" című filmprofil, amelyet először 2022 novemberében mutattak be Alan Yentob BBC One televíziós művészeti dokumentumfilm-sorozatában, az Imagine-ban.

## Magánélete
Stuart kettős brit és amerikai állampolgársággal rendelkezik. A manhattani East Village-ben él férjével, Michael Cary-vel, a Gagosian Gallery művészeti kurátorával.

## Válogatott díjak és kitüntetések
- 2020: Booker Prize for Shuggie Bain[35]
- 2020: Waterstones(wd) Scottish Book of the Year (Shuggie Bain)[36]
- 2021: American Academy of Arts and Letters(wd): Sue Kaufman Prize for First Fiction(wd)[37]
- 2021: British Book Awards(wd): Overall Book of the Year (Shuggie Bain)[38]
- 2021: British Book Awards: Debut Book of the Year (Shuggie Bain)[39]
- 2021: Independent Publisher Book Awards(wd): Europe Best Regional Fiction (Bronze)[40]
- 2021: Honorary degree from Heriot-Watt University(wd) for services to fashion and literature[41]

## Könyvei

### Regények
- Stuart, Douglas. Shuggie Bain: A Novel. New York: Grove Press(wd) (2020). ISBN 978-0-8021-4804-9 UK, Picador(wd)
  - Shuggie Bain – Park, Budapest, 2021 · ISBN 9789633557570 · Fordította: Greskovits Endre
- Stuart, Douglas. Young Mungo: A Novel. New York: Grove Press (2022). ISBN 978-0-8021-5955-7 UK, Picador(wd)
  - Az ifjú Mungo – Park, Budapest, 2024 · ISBN 9789633559499 · Fordította: Csordás Gábor

### Novellák
- Stuart, Douglas. Found Wanting (2020. január 13.)
- Stuart, Douglas. The Englishman (2020. szeptember 14.)

### Esszék
- Stuart, Douglas. Poverty, Anxiety, and Gender in Scottish Working-Class Literature (2020. február 10.)

## Egyéb információk
- Honlapja
- Douglas Stuart's official page on the Booker Prizes website.
- Cressida Leyshon, "Douglas Stuart on Growing Up Queer Before the Internet", The New Yorker, 6 January 2020.
- Lisa Allardice, [https://www.theguardian.com/books/2020/nov/21/booker-winner-douglas-stuart-i-owe-scotland-everything "Interview | Booker winner Douglas Stuart: 'I owe Scotland everything, The Guardian, 21 November 2020.
- Teddy Jamieson, "Douglas Stuart on sexuality, sectarianism, life after the Booker and love", The Herald, 8 April 2022.

## Fordítás
- Ez a szócikk részben vagy egészben  a   Douglas Stuart (writer) című angol Wikipédia-szócikk fordításán alapul.  Az eredeti cikk szerkesztőit annak laptörténete sorolja fel. Ez a jelzés csupán a megfogalmazás eredetét és a szerzői jogokat jelzi, nem szolgál a cikkben szereplő információk forrásmegjelöléseként.